# Ekaterina Beketova
Pour les articles homonymes, voir Beketova.
Ekaterina Andreïevna Krasnova (en russe : Екатери́на Андре́евна Красно́ва), née Beketova (Бекетова), le 17 août 1855 (29 août dans le calendrier grégorien) à Moscou et morte le 4 mai 1892 (16 mai dans le calendrier grégorien) à Saint-Pétersbourg, est un poétesse et traductrice russe, auteur de récits pour la jeunesse. Elle était l'épouse de Platon Krasnov et la tante maternelle du poète Alexandre Blok.

## Biographie
Elle naît dans la famille du professeur Andreï Beketov et de son épouse, née Elisaveta Karelina, fille du naturaliste Grigori Karéline. Elle déménage avec sa famille de Moscou à Saint-Pétersbourg en 1860, où elle reçoit une éducation à demeure avec des gouvernantes. En 1877, elle entre aux cours Bestoujev, cours d'enseignement supérieur prestigieux réservé aux jeunes filles, où elle est l'élève d'Alexandre Vesselovski. Elle ne termine pas ses études. Elle épouse le critique littéraire et écrivain Platon Krasnov en 1891, et meurt quelques mois plus tard.

## Activités littéraires
Elle fait ses débuts en publiant une adaptation d'un récit de Bret Harte («Малютка Сильвестра», Le Bébé de Sylvestre) qui paraît en 1878 dans le N°4 de Lecture enfantine et des vers pour l'enfance dans le N°6 de ce même journal. Elle publie ensuite sous ses initiales des poésies dans Le Messager de l'Europe (1879, N°12), puis un récit dans Les Annales de la Patrie, Pas de chance (1881, N°4). Elle écrit ensuite également pour Ogoniok, Le Héraut de la mode, L'Illustration universelle, L'Observateur, des journaux pour l'enfance et la jeunesse tels que Le Héraut de l'éducation, Lecture enfantine, Mon journal ou La Source.
Elle se fait connaître par des récits pour la jeunesse et des adaptations d'épisodes des romans entre autres de Darwin, ou de Victor Hugo. Son récit Les Deux mondes (1888, Moscou) sur le monde romain antique est présenté lui aussi comme une adaptation. Sa production littéraire est rassemblée dans des recueils édités post mortem (Le Royaume heureux, récits en vers et en prose pour la jeunesse; Poésies éditées à Saint-Pétersbourg en 1895; Récits, Saint-Pétersbourg, 1896).

## Activités de traduction
Elle traduisait des textes de l'allemand, de l'anglais, du français et de l'italien. Elle a ainsi fait paraître des traductions de La Flèche noire de Robert L. Stevenson (Saint-Pétersbourg, 1890), Les Mines du roi Salomon de Henry Rider Haggard (Saint-Pétersbourg, 1891), Les Lettres persanes de Montesquieu (Saint-Pétersbourg, 1892), Paul et Virginie de Bernardin de Saint-Pierre (Saint-Pétersbourg, 1892) et Les Contes d'Hoffmann, etc.

## Source
- (ru) Cet article est partiellement ou en totalité issu de l’article de Wikipédia en russe intitulé « Краснова, Екатерина Андреевна » (voir la liste des auteurs).